# Pena de morte na República Tcheca
A pena de morte (trest smrti em tcheco) é proibida pela Carta dos Direitos e Liberdades Fundamentais da República Tcheca (parte do direito constitucional da República Tcheca) e ao mesmo tempo é proibida por obrigações legais internacionais decorrentes da participação da República Tcheca em ambos Conselho da Europa e da União Europeia.
Historicamente, a pena capital era legal e foi usada quando a República Tcheca fazia parte da Federação da Tchecoslováquia, até que a pena foi abolida pela alteração do código penal federal em 1990. A última execução legal foi realizada em 1989.

## História e métodos de pena de morte
A pena de morte era comum sob a monarquia austríaca, com uma curta exceção de 1787 a 1795 sob o governo de José II, na Áustria-Hungria, e de 1918 na recém-criada Checoslováquia. Durante o período de 1918 a 1989, um total de 1.217 pessoas foram executadas legalmente, a maioria delas (61%) imediatamente após a Segunda Guerra Mundial, muitas outras (21%) foram executadas por razões políticas durante o terror no início. anos de domínio comunista e o resto das pessoas executadas eram criminosos (18%).
O método comum de execução durante todo o período foi a Forca. Outros métodos de enforcamento ou pelotão de fuzilamento eram raros. Após a abolição das áreas de execução ao ar livre em 1954, uma célula de execução foi construída no porão da Prisão de Pankrác, onde as execuções foram realizadas até 1989. O dispositivo na "câmara da morte" de Pankrác era um laço simples preso à parede com o alçapão operado remotamente no chão.

#### Primeira República Thecoslovaca (1918-1938)
Durante a presidência de Tomáš Garrigue Masaryk (1918–35), 16 pessoas foram executadas, incluindo 4 por traição militaref. Masaryk era um oponente da pena de morte e tinha o privilégio de comutar sentenças de morte, uma que ele exercia com frequência. Seu sucessor Edvard Beneš assinou as sentenças de morte para 8 pessoas, incluindo 3 por traição militar. Após sua renúncia, mais 2 criminosos foram executados antes da ocupação do país.

#### Ocupação alemã (1939-1945)
Durante o período da ocupação alemã, milhares foram executados e centenas de milhares foram mortos sem julgamento. Embora as execuções sumárias acontecessem apenas raramente (em comparação com outros países ocupados pelos alemães), essas ocasiões aconteciam quase todos os anos. Na prisão de Pankrác, em Praga , 1079 foram guilhotinados ou enforcados, cerca de 550 foram baleados em Praga-Kobylisy, cerca de 800 foram baleados ou enforcados em Brno, cerca de 300 foram baleados ou enforcados em Theresienstadt-Small Fortress etc. Centenas de tchecos também foram julgados e executados em prisões alemãs, como Dresden (846 pessoas) ou Berlin-Plötzensee (677 pessoas). Milhares de outros foram mortos por enforcamentos, câmaras de gás ou tiros nos campos de concentração nazistas.
No período de ocupação alemã, apenas três criminosos foram condenados à morte e executados pelos tribunais tchecos.

#### Retribuição no pós-guerra (1945–1948)
Após a Segunda Guerra Mundial, com base nos decretos de Beneš, tribunais especiais em nível local (lidové soudy, tribunais populares) foram criados para punir crimes de guerra e colaboração. Até 1948, eles condenaram 713 pessoas à morte. Outras 10 pessoas foram executadas por crimes comuns.

#### Checoslováquia comunista (1948-1989)
Durante a presidência de Klement Gottwald (1948–53), 237 pessoas foram executadas, das quais mais de 190 por crimes políticos. Gottwald perdoou 18 pessoas. Entre os mais conhecidos dos executados estão Milada Horáková, um político, enforcado em 1950. Os amplamente divulgados julgamentos de Praga com o secretário-geral do ex-partido Rudolf Slánský resultaram em 11 execuções.
Durante este período, centenas de outras pessoas morreram devido a condições cruéis em prisões e campos de concentração, como o campo de concentração em Jáchymov.
Durante a presidência de Antonín Zápotocký (1953-1957), 94 pessoas foram executadas. Esse número caiu para 87 pessoas durante a presidência de Antonín Novotný (1957-1968), 14 pessoas durante a presidência de Ludvík Svoboda (1968-1975, incluindo um período durante o qual o primeiro ministro Lubomír Štrougal atuou como presidente na ausência de Svodoba) e depois a 38 pessoas durante a de Gustáv Husák (1975-1989).
De 1954 a 1968, todas as execuções foram realizadas na prisão de Pankrác, Praga; depois de 1968, alguns ocorreram em Bratislava. Em 1956, o número de crimes puníveis com a morte foi reduzido e a revisão obrigatória das sentenças foi introduzida. Em 1961, uma lei tornou as condições da pena capital mais rigorosas, com assassinatos especialmente brutais puníveis com a morte. A última execução na Tchecoslováquia ocorreu em 8 de junho de 1989, quando Štefan Svitek foi enforcado na prisão de Bratislava por triplo assassinato; na atual República Tcheca, a última pessoa executada foi Vladimír Lulek, enforcada em 2 de fevereiro de 1989 na prisão de Pankrác por assassinato de sua esposa e quatro filhos. A última pessoa condenada à morte foi Zdeněk Vocásek, mas sua sentença foi alterada para prisão perpétua em 1990.

#### Abolição da pena de morte
Logo depois que o partido comunista caiu do poder em 1989, o novo presidente Václav Havel promoveu a abolição da pena de morte no parlamento. Uma reforma da lei criminal de maio de 1990 substituiu a pena de morte pela prisão perpétua. Além disso, em janeiro de 1991, a pena de morte tornou-se proibida pela Carta dos Direitos e Liberdades Fundamentais, que se tornou parte do direito constitucional da Checoslováquia e, desde a dissolução da Checoslováquia, continua a fazer parte do direito constitucional da República Tcheca.
A pena de morte na República Tcheca é simultaneamente proibida por obrigações legais internacionais decorrentes da participação da República Tcheca no Conselho da Europa e na União Europeia.